# 集杏海堤
集杏海堤（全称为厦门集美—杏林海堤）位于福建省厦门市杏林湾口，西端连接集美区杏林镇杏林村（现为杏林街道杏林社区），东端连接集美区集美镇（现为集美街道），全长2820米，于1956年竣工。与高集海堤并称为厦门海堤，是重要交通枢纽，曾担负着319国道与鹰厦铁路的运输重任。2008年9月1日杏林大桥竣工通车后，吸引了通过海堤的部分车流。后鹰厦铁路亦改走杏林大桥的铁路部分，海堤的原铁路功能目前则为厦门轨道交通1号线所使用。